# 左岸
在法國巴黎地區，左岸（法語：La Rive Gauche，法語發音：[la ʁiv ɡoʃ]）指流經市區的塞納河南岸地區，塞納河北岸地區則稱右岸。“左岸”具有文化和意识形态意味，并衍生出左岸公社、左岸文化、左岸咖啡等詞彙，以及房地产广告中也常用左岸彰显文化品味。

## 使用情況
在法国，自東向西流動的塞纳河穿過首都巴黎，將巴黎分隔為左右兩邊。塞納河以北稱為右岸，有許多的精品店及大。在塞纳河以南的部分稱之為左岸。在這裡有許多的學院及文化教育機構，以年輕人居多消费也較便宜。拉丁區即是位於左岸。
巴黎左岸包含了巴黎的六个区：

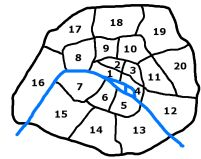
如图塞纳河南岸即为左岸

- 巴黎第五区，万神殿区(quartier du Panthéon)
- 巴黎第六区，卢森堡区(Luxembourg)
- 巴黎第七区，波旁宫区(Palais Bourbon)
- 巴黎第十三区，戈博兰区(Gobelins)
- 巴黎第十四区，天文台区(l'Observatoire)
- 巴黎第十五区，沃吉哈赫区(Vaugirard)